# Julia Hobsbawm
Julia Hobsbawn (15 agosto 1964) è un'imprenditrice e scrittrice britannica, oratore pubblico sulla salute sociale, la semplicità in un mondo complesso e l'essere umano sul posto di lavoro con una macchina.
È autrice di Fully Connected: Social Health in an Age of Overload (Bloomsbury paperback 2018), e del recente rapporto "The APPlied Human at Work: The World of the Worker in the Digital Era" (The European WorkForce Institute, 2019). Il suo futuro libro, The Simplicity Principle, sarà pubblicato da Kogan Page nel Regno Unito e negli Stati Uniti nella primavera del 2020. Julia Hobsbawm è professore ospite onorario di salute sociale sul lavoro presso la Cass Business School

## Biografia
È figlia dello storico marxista Eric Hobsbawm e dell'insegnante di musica Marlene Schwarz, e ha frequentato la Camden School for Girls.
Dopo aver lasciato il Politecnico del centro di Londra (chiamato ora Università di Westminster) senza qualifiche nei primi anni '80, ha lavorato in televisione.
È patrona della Facial Surgery Research Foundation e della Zoe Sarojini Trust, un'organizzazione benefica che educa le ragazze in Sudafrica ed è un fondatore fiduciario nel Regno Unito di OurBrainBank.

## Aziende
Nel 1992 ha fondato la Julia Hobsbawm Associates, successivamente la Hobsbawm Macaulay Communications, in collaborazione con Sarah Brown (nata Macaulay). Attualmente gestisce la Editorial Intelligence, che ha lanciato nel 2005.

## Opere
- Fully Connected: Surviving and Thriving in an Age of Overload, Bloomsbury (2017)
- The See-Saw: 100 Ideas for Work-Life Balance, Atlantic Books (2013)
- Where the Truth Lies: Trust and Morality in the Business of PR, Journalism and Communications, Atlantic Books (2010)